# Пёсикот
Пёсикот (ПЁС и КОТ, ПиК, Pesikot) — интернет-форум одноимённого благотворительного фонда помощи бездомным животным. Благотворительный фонд «Пёс и Кот» (он же фонд «Лохматый пес») прекратил деятельность 28 февраля 2014 года.
Форум был основан в 2003 году. В 2007 году форум насчитывал около 20 тысяч участников, на март 2009 года на ПиКе зарегистрировано более 36 тысяч пользователей.
Сайт Фонда «Пёс и кот» номинировался на Премию Рунета 2007 года.

## Деятельность участников форума
Основная направленность форума Пёсикот — помощь бездомным животным и животным, попавшим в беду.
Также на форуме постоянно собирается и обновляется информация о потерянных и найденных животных, случаях жестокого обращения с животными, действующем законодательстве о животных и законодательных инициативах.
Кроме непосредственной помощи бездомным животным и приютам, участники форума объединяются для составления писем, обращений к органам власти, российским и зарубежным зоозащитным организациям, проведения пикетов, организации акций, праздников и выставок.
ПиКовцы содействовали тому, чтобы некоторые животные получили новый дом в странах западной Европы.
Благодаря форумчанам и посетителям форума поддерживаются десятки частных и домашних приютов, спасены тысячи кошек и собак. К проблемам бездомных животных и жестокого обращения с животными постоянно привлекается внимание общественности.